# Habronyx edwardsii
Habronyx edwardsii là một loài tò vò trong họ Ichneumonidae.